# Эшме (Турция)
Эшме (тур. Eşme) — город в провинции Ушак Турции. Его население составляет 13 033 человек (2009). Высота над уровнем моря — 792 м.